# مذكرات فتى جبان: حظ سيئ
«مذكرات فتى جبان: حظ سيئ» هي رواية أطفال كتبها جيف كيني، وهو الكتاب الثامن من سلسلة مذكرات فتى جبان. صدر في 5 نوفمبر 2013. في هذا الكتاب نرى صديق غريغ العزيز «رولي» يتخلى عنه، ونرى غريغ يعاني لخلق صداقات جديدة. وفي عيد الفصح يجد كرة بلياردو سحرية تحمل الرقم 8 ويحاول استعمالها لتغيير حظه بجعلها تتخذ القرارات له. «حظ سيئ» تلقت مراجعات جيدة من النقاد وكان الكتاب الأكثر مبيعًا لعام 2013.

## الحبكة
حظ سيئ هو الكتاب الثامن لسلسلة كتب الأطفال مذكرات فتى جبان. تدور السلسلة حول طالب في المرحلة الإعدادية يُدعى غريغ هيفلي، والمشكلات العديدة التي تواجهه. الكتاب ملخص برسومات توضيحية بسيطة باللونين الأبيض والأسود. «حظ سيئ» هو تكملة مباشرة للكتاب السابق «مذكرات فتى جبان: العجلة الثالثة»، الذي يدور حول غريغ وصديقه العزيز وهما يأخذان فتاة تدعى أبيجل لرقصة في العيد الحب.
يبدأ الكتاب بغريغ وهو يتذكر كلمات أمه «الأصدقاء يأتون ويذهبون لكن العائلة باقية للأبد». وهو يتفق مع كلامها، وعزز ذلك رفض رولي الخروج معه و موافقته لأبيغل بكل شيء منذ أن بدءا يتواعدان. يأخذ غريغ بنصيحة أمه «بالانفتاح» ويلتقي بأفراد الحي. ويقرر مصادقة جاره غريب الأطوار فريغلي. وبعد محاولة غريغ لجعله مضحكًا في أثناء الغداء، أصبح فريغلي مشهورًا بين الطلاب الآخرين بعد معرفتهم بأنه يستطيع مضغ الطعام بسرة بطنه. بعد انتهاء المدرسة أعلنت أم غريغ أن أقاربها سيأتون للبلدة بمناسبة عيد الفصح. يتحدث غريغ عن «ميمو» أحد أقربائه التي كانت تنضم لعمليات بحث عن البيض في الحديقة الخلفية. تلاحظ العائلة في يوم الفصح اختفاء شيء بين الصور، صورة لميمو تظهر خاتم ماسي في إصبعها وهي تضع الأشياء في البيض وفي الصورة التالية لا وجود للخاتم. بعد إدراكهم بانها قد أخفت الخاتم في إحدى البيضات، يسرع الجميع لايجادها، مع أن عملية البحث باءت بالفشل. تتمنى والدة غريغ ألا يستطيع أحد إيجاده، ظنًا منها بأن أحدًا ما قد يبيع الخاتم مسببًا تقسيم العائلة.
يكتشف غريغ يوم عيد الفصح لعبة على شكل كرة بلياردو تحمل الرقم 8. يستعملها لاتخاذ قراراته وينتهي به المطاف بالانضمام إلى نادي الكتاب السنوي في مدرسته الإعدادية. في اليوم التالي يسقط غريغ كرته السحرية بالخطأ فتنكسر. في المدرسة يستدعى غريغ لالتقاط صور الكتاب السنوي لفريغلي ورولي وأبيغل. يقدم استقالته من منصبه. ولعدم فائدتها يرمي غريغ كرته السحرية في حديقة جدته. بعد أن يعلم غريغ أن رولي وأبيغل انفصلا، يتساءل هل يجب أن يعودا هو ورولي لكونهم أصدقاء. يذهب غريغ عائدًا إلى كرته متمنيًا أنها ما زالت تعمل. يلاحظ غريغ وهو على وشك هز كرته البيضة البلاستيكية التي تحوي خاتم ميمو الماسي. خوفًا من تقاتل عائلته على الخاتم يخفي غريغ الخاتم في خزانة أمه.
يقرر غريغ أن عليه اتخاذ القرارات المهمة بنفسه ويتصالح مع رولي، فيكتب «أعرف أن أمي تقول إن الأصدقاء يأتون ويذهبون والعائلة تبقى للأبد»، وربما ذلك صحيح. أنا متيقن أني ورولي سنتجادل مجددًا، وسنخوض كل هذه الدراما مجددًا، لكن الآن نحن على ما يرام.